# Дворянство

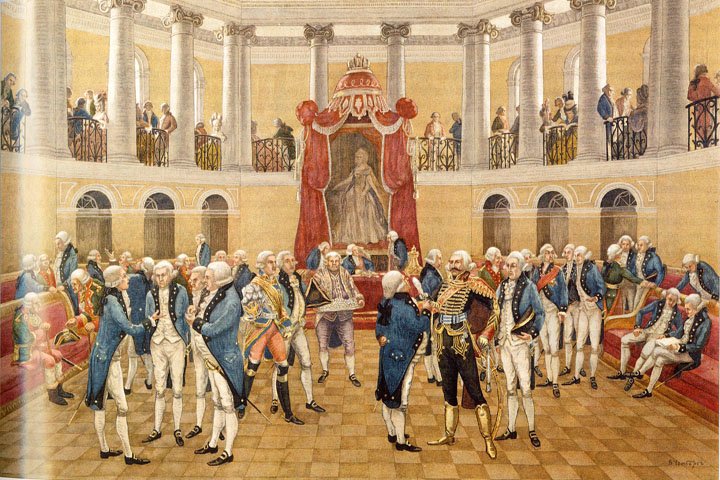
«Дворянское собрание в екатерининские времена». Рисунок Владимира Яковлевича Чемберса из серии «Картины по русской истории», 1913 год

Дворя́нство — привилегированное сословие, возникшее в феодальном обществе и ставшее государственно-образующей основой этого общества в Европе средних веков.
В широком смысле дворянством именуют европейскую феодальную аристократию в целом. В этом смысле можно говорить о «французском дворянстве», «немецком дворянстве» и так далее. Первоначальное значение русского термина «дворянство» и западноевропейских терминов, переводимых на русский язык как «дворянство», не идентично: если на Руси дворянство при своём возникновении — это военно-служилый слой, противопоставляемый родовой аристократии — боярству, то франц. термин noblesse, англ. nobility, нем. Adel первоначально означали прежде всего родовую знать (аристократию, от лат. nobilis — знатный). По мере стирания общественных различий между служилой и родовой аристократией и объединения всех светских феодалов в единое сословие эти терминологические различия исчезали.

## Дворянство с экономической точки зрения

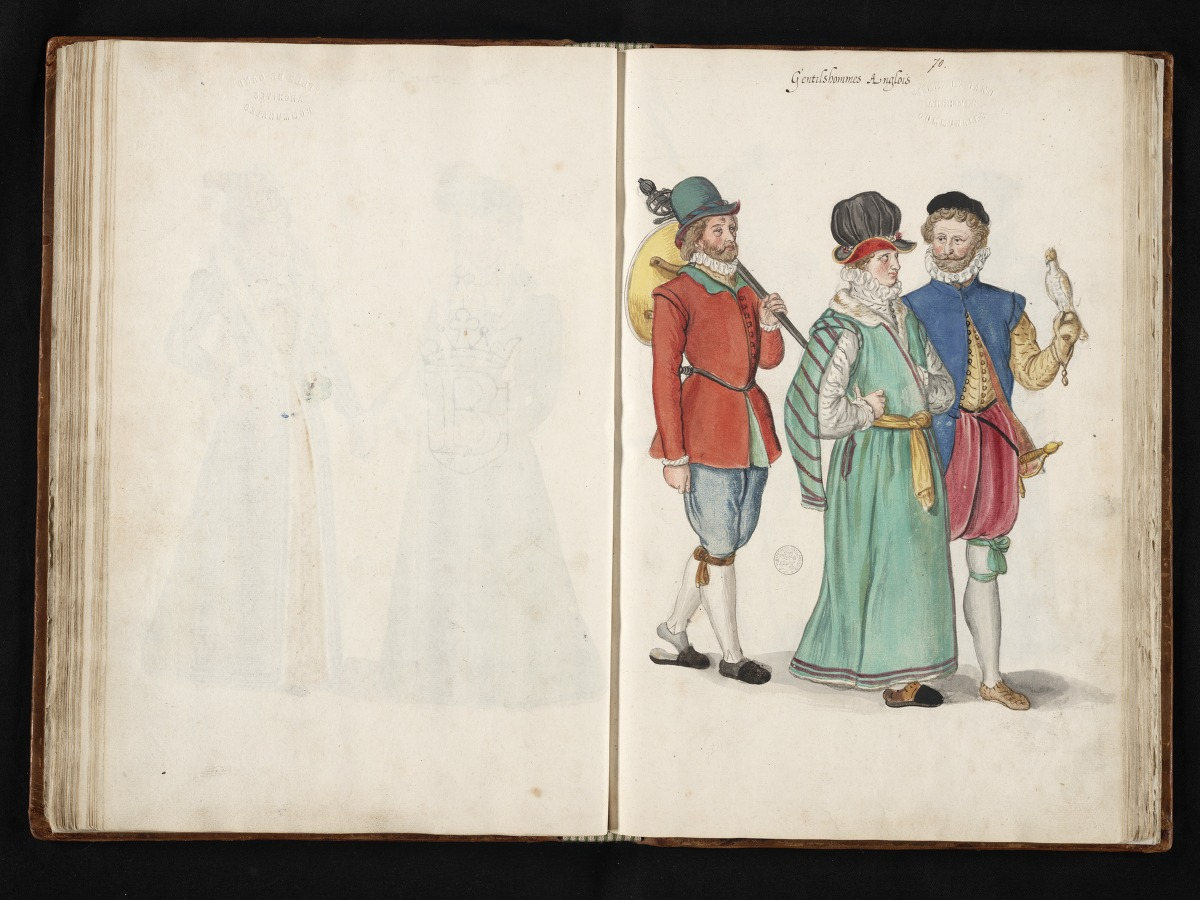
Английский дворянин с супругой и слугой. Рис. из «Всемирного театра старинной и современной моды» Лукаса де Гира. 1570-е гг.

В эпоху феодализма возникла настоятельная необходимость создания четкой и обязательной для выполнения системы принципов и понятий, регулирующих отношения между вассалом и его сюзереном. Так возник класс дворянства, главной обязанностью которого была безоговорочная защита своего сюзерена и его интересов, как правило, с оружием в руках. С тех пор дворянин — это обязательно воин, нередко военачальник. Материальной основой этого была ленная система, согласно которой вассал получал от сюзерена в пожизненное владение землю и другие материальные блага, а также определённое количество душ. При этом взаимоотношения между ними не принято было превращать в предмет торга, с детальным зачетом взаимно оказываемых услуг. Эти взаимоотношения подчинялись своеобразному кодексу, стоящему над частными интересами и обязывающему к соблюдению определённых правил безотносительно к конкретной ситуации.
После того, как от ленной системы произошел переход к праву наследственного владения, дворянское сословие значительно укрепило свою роль в обществе. Но если старший сын отца-дворянина получал в наследство владения отца, то его младший сын был обязан становиться военным. Поэтому, пока дворянство существовало, оно было военным сословием, что позволяло ему надежнее гарантировать свои права, подтверждая их авторитетом своего оружия.
В дальнейшем с развитием товарно-денежных отношений в обществе, ликвидацией монархий (или превращения их в чисто представительные общественные институты), что привело к исчезновению экономической и политической базы, дворянство как класс сошло с исторической сцены.
Тем не менее, применявшийся ещё в XX веке в разговорной речи и использовавшийся в литературе термин благородство по своему происхождению указывал на его связь с сословной принадлежностью, хотя и применялся в более широком смысле для обобщённой положительной характеристики аристократических качеств личности.

## Виды дворянства
В литературе встречаются различные виды и типы дворянства, такие как: имперское, столичное и провинциальное, высшее, низшее и так далее. Некоторые представлены ниже:

### Жалованное и родовое дворянство
Родовое дворянство — дворянство, унаследованное от предков вместе с родовым имением. В среде родовых дворян особо выделялись столбовые дворяне — способные доказать своё дворянство на протяжении более, чем 100 лет до издания Жалованной грамоты дворянству в 1785 году.
Жалованное дворянство — дворянство, присвоенное указом за выдающиеся заслуги или по итогам длительной безукоризненной службы. Жалованное дворянство может быть наследственное или пожизненное. Наследственное передается детям жалованного дворянина, а пожизненное дается лично и не переходит детям. Жалованное пожизненное дворянство широко распространено в Великобритании как признание особых заслуг человека. Присваивается по указу монарха путём посвящения в рыцари Британской империи: например, сэр Исаак Ньютон, сэр Пол Маккартни.
В России дворянство чаще всего жаловалось согласно табели о рангах лицам, состоявшим на действительной государственной службе, как статской, так и военной, в последнем случае, лицам, выслужившим (до 1845 года) низший обер-офицерский чин. Характерный пример — отец оружейника Сергея Мосина — сирота простолюдин, отставной военный, дослужившийся до подпоручика и утверждённый вместе с двумя сыновьями в дворянском достоинстве по ходатайству Воронежского дворянского собрания в 1860 году.

### Нетитулованное дворянство
Нетитулованное дворянство — дворяне, не имеющие родовых титулов, таких как князь, граф, барон и т. п. Нетитулованных дворян было больше, чем титулованных. Младшие сыновья титулованных дворян Западной Европы, как правило, становились нетитулованными дворянами. Состояло нетитулованное дворянство из потомственных нетитулованных феодалов и жалованных дворян, последние могли не иметь земельных наделов.

## Дворянство по странам

### Российское дворянство
Слово «дворянство» имело разное значение в разные периоды в России, и его сегодняшний смысл в реальности возник при Петре I. Изначально, термин «дворянин» (буквально означавший «человек с княжеского двора», то есть слуга, «придворный») касался довольно низких чинов и никак не относился к элите, и если бы князю или боярину в XIV или XV веке сказали, что он дворянин, он бы сильно оскорбился — «дворянами» были его слуги. Элитой было вообще служилое сословие — в которое входили лично свободные люди, которые несли военную службу (с оплатой землёй и/или деньгами — соответственно, поместный оклад и денежный оклад), но не платили налогов, в отличие от податных сословий. А дворяне брались на службу князем, крупным боярином, а впоследствии и церковным иерархом (патриархом, митрополитами, архиепископами) для выполнения различных административных, судебных и иных поручений. Но уже в XV веке, и особенно, в XVI—XVII, ситуация начинает меняться, так, дворяне московские (или большие дворяне) стали самым высоким столичным чином после четырёх думных чинов (формально стольники и стряпчие были выше дворян, но как показал ряд авторов, прежде всего А. П. Павлов, это верно лишь для городовых (уездных) дворян, тогда как дворяне московские стояли в фактической иерархии выше стольников и стряпчих).
Служилое сословие, состоявшее из очень разных компонентов, от княжеско-боярской аристократии и служащих по московскому списку до выборных дворян по уездам и скромных детей боярских в провинции, было объединено Петром под одним наименованием «дворянства» или «шляхетства», и потомки бывших удельных князей-Рюриковичей и их слуг оказались в одном статусе. При этом Пётр I существенно облегчил доступ в это новое единое сословие в 1722 созданием Табели о рангах. Как результат, большинство дворян в XIX—XX веках было потомками лиц, получивших дворянство за выслугу на военном или гражданском поприще, тогда как столбовое дворянство оказалось в меньшинстве.

### Французское дворянство
Во Франции до революции 1789 года было высшее и низшее дворянство (noblesse; слово gentil’homme значит «родовитый человек» — homo gentilis). Первое состояло из пэров королевства, а весьма многочисленный и влиятельный контингент низшего дворянства состоял из так называемого noblesse de robe (дворянство мантии).
Общественный предрассудок, в силу которого дворянство считалось обладающим другой, более благородной кровью, чем народ, во Франции поддерживался с особой силой. Браки между знатью и буржуазией хотя и не были запрещены законом, но считались мезальянсом (mésalliance), а дворянин, занимавшийся торговлей, унижал свое звание (dérogation).

### Германское дворянство
В Священной Римской империи даже простые имперские бароны или имперские рыцари пользовались привилегиями, подходившими более или менее к суверенным правам высшего, имперского дворянства и в силу этого занимали как бы посредствующее положение между ним и остальным дворянством. Большая часть непосредственно-имперского дворянства в 1803 и 1806 годах была медиатизирована, то есть подчинена суверенитету соседнего территориального владельца (Landesherr), но сохранила некоторые из своих прежних почетных прав, в особенности право равенства по происхождению (Recht der Ebenbürtigkeit) с владетельными династиями. Титулы графа и барона могли переходить из дома в дом только от непосредственно-имперского дворянства к такому же и раздавались сначала только императором или его наместником; но уже с 1663 года бранденбургские курфюрсты стали жаловать их самостоятельно. С падением империи это право перешло и к другим германским государям. Земское дворянство (Landesadel) в Германии, в отличие от имперского рыцарства, стоявшего в непосредственном отношении к империи, получило свое название вследствие того, что входило в состав отдельных земель (Land) и находилось в зависимости от территориальных князей. Поэтому оно причислялось не к имперским чинам (Reichsstände), а к чинам земским (Landstände).
В Германии часть дворянских привилегий была устранена в первой половине XIX века. Франкфуртское национальное собрание 1848 года отменило все сословные привилегии, установило, что перед законом нет различия между сословиями, и объявило дворянство уничтоженным. Но позже большая часть дворянских прав была восстановлена. Члены медиатизированных, прежде непосредственно-имперских фамилий были избавлены от военной службы. Брак члена высшего дворянства с простолюдинкой продолжал считаться неполноправным, и жена не вступала в сословие мужа. Все эти привилегии дворянства продолжали существовать вплоть до Ноябрьской революции 1918 года.

### Австрийское дворянство
Австрийское титулованное дворянство делилось на высшее дворянство (hoher Adel), и низшее дворянство (niederer Adel). К высшему дворянству принадлежали герцоги, князья, графы и бароны, прочие составляли низшее дворянство. Возведенные в дворянство (ноблированные) простолюдины принадлежали к так называемому второму сословию (в отличие от первого сословия — потомственной аристократии). Это были предприниматели, служащие, люди свободных профессий.

### Испанское дворянство
В Испании высшее дворянство составляли гранды, низшее — идальго.

### Речь Посполитая
В Речи Посполитой высшее дворянство составляли магнаты, низшее — шляхта.

### Британское дворянство
В Великобритании формально были только два сословия: Nobility (высшее дворянство), и Commonalty, commoners (простолюдины). Nobility означает членов знати, обладающих наследственным пэрством, которое передаётся всегда старшему сыну. При жизни отца этот старший сын носит его второй титул: сын герцога носит титул маркиза или графа, сын маркиза — титул виконта, сын графа — титул лорда. Младшие сыновья герцогов и маркизов ставят перед своим именем титул лорда, а сыновья других пэров — прилагательное honourable.
Также существовало понятие джентри, означавшее всех землевладельцев, не принадлежащих к высшей знати. Высший класс джентри образовывали пожалованные монархом в наследственные баронеты и кавалеры орденов (Knights, рыцари). Любимое английское понятие джентльмен означало приблизительно человека с образованием и приличными манерами, добывающего средства к жизни не трудами рук и не мелкой торговлей.
Низшее дворянство Англии уже в раннюю пору почти совершенно слилось с городским населением. В семейном праве английское высшее дворянство не так строго, как на европейском континенте отличало себя от буржуазии. Не только члены высшей аристократии, но даже принцы крови, не задумываясь, вступали в брак с горожанками.

### Дворянство в Японии (самураи)
Японское дворянство (самураи) находится ниже по рангу, чем японская аристократия (кугэ), за исключением даймё, равных высшим кугэ, отчего высшие кугэ и даймё вместе зовутся кадзоку и официально равны европейскому титулованному дворянству.
В XVII веке самурайство составляло около 10 % японских подданных, насчитывавших тогда 20-25 миллионов человек.
Государственные, гражданские и военные должности могли тогда занимать только самураи. Их внешним отличительным признаком было ношение двух мечей катана вместо одного, часто не очень длинного (разрешенного мужчинам всех иных сословий для самообороны). Из числа самураев происходила интеллигенция: учителя, писатели, художники, учёные и т. д.
Большой отряд самураев, в XVII веке доходивший по численности до полумиллиона, составляли ронины, лишившиеся своих сюзеренов в результате их экономического разорения или конфискации их владений. Небольшая их доля находилась на государственной службе, но большинство скиталось с места на место в поисках средств к жизни. В этом отношении они во многом были схожи со странствующими рыцарями Европы, жизнь которых была в общественном мнении окружена ореолом романтики, основанной на безусловном исполнении правил кодекса чести (хорошая иллюстрация — фильм «Семь самураев» Куросавы).
Кодекс чести в среде японского дворянства сохранялся до середины XX века и соблюдался весьма строго. Существуют сведения, что генерал Ноги, считая себя опозоренным неудачей от действий русской кавалерии во время русско-японской войны, решил совершить сэппуку, но император личным указом запретил ему это делать. Однако уже при новом императоре генерал, совместно со своей женой, совершили над собой обряд сэппуку (харакири).
В годы Второй мировой войны отряды смертников (главным образом пилотов) в качестве идеологического обоснования своего героизма использовали разработанный в древности кодекс «путь самурая» (бусидо). В указанном здесь источнике также упоминается личный указ императора о сохранении жизни.

## Дворянство в новейшее время
Монархи Нидерландов прекратили присваивать все виды дворянских титулов в 1931 году. В Швеции, Норвегии и Дании дворянские титулы также более не присваиваются.
В Великобритании последнее пожалование наследственным титулом лица, не являющегося членом Британской королевской семьи, состоялось в начале 1990-х годов (титул баронета для Дэниса Тэтчера, супруга Маргарет Тэтчер), но продолжается пожалование личным дворянством (при награждении званием рыцарь-бакалавр, или рыцарскими орденами) и возведением в пожизненное пэрство в ранге барона. В Шотландии титул барона сохранён за теми, кто владел им до 28 ноября 2004 года, когда парламент страны формально упразднил феодальное право. Все шотландские феодальные бароны утратили права на владение и судопроизводство, которые они имели на основании своего баронского статуса. Титул барона был отделён от бывших феодальных земельных владений и юрисдикции, на которых базировался до 28 ноября 2004 года, и переведён в разряд обычных наследуемых дворянских титулов и является самым младшим рангом титулованного дворянства Шотландии.
Подобные награждения в Бельгии, как личным, так и наследственным дворянством, в том числе и титулованным, практикуются и поныне (вплоть до титула графа включительно). Монархи Испании также продолжают присваивать дворянские титулы за выдающиеся заслуги общественным и государственным деятелям (например, титул маркиза дель Боске в 2011 году). Правящий князь Лихтенштейна имеет право даровать потомственное дворянство, как не титулованное, так и дворянские титулы барона и графа, но случаи такого «облагораживания» крайне редки.
Ныне некоторые не правящие монаршие дома Европы предоставляют дворянское достоинство в частном порядке, чаще всего путём пожалования династических орденов. К примеру, Савойский дом путем пожалования династического рыцарского ордена Святых Маврикия и Лазаря. По древнему обычаю, получатель рыцарского звания пользуется личным итальянским дворянством.
Все ранее присвоенные титулы, включая наследственные и благоприобретённые (то есть те, права на которые были доказаны и впоследствии официально признаны), в современной Европе официально признаются во всех монархиях, а также Сан-Марино и Финляндией.
Во Франции титулы, которые были наследственными при одном из монархических режимов Франции, считаются частью юридического имени гражданина, которое передается по наследству в соответствии с их первоначальными правами (поскольку они переходят только по мужской линии). Титул не может стать законной частью имени путём самопровозглашения или длительного использования, не будучи до этого наследственным при монархии, и имеет право на такую же защиту во французских гражданских и уголовных судах, что и гражданское имя, даже если не предоставляет ни привилегий, ни приоритета. Регулирование использования титулов осуществляется бюро Министерства юстиции, которое может проверить и разрешить заявителю законное использование титула в официальных документах, таких как свидетельства о рождении.
В Германии дворянские титулы после Ноябрьской революции 1918 года были упразднены, но вошли в состав фамилии как её часть. В Австрии использование титулов даже в качестве части фамилии запрещено законодательно.

## Дворянство с точки зрения социологии
С точки зрения социологии дворянство представляло собой референтную группу, принадлежать к которой по праву происхождения или в качестве участника ролевой игры было почётно и престижно.